# Lý Tú Thành
Lý Tú Thành (tiếng Trung: 李秀成, bính âm: Lǐ Xiùchéng, 1823 – 7 tháng 8, 1864) là một tướng quân của Thái Bình Thiên Quốc. Ông sinh ra trong một gia đình nông dân nghèo. Ông được biết đến với danh hiệu Trung Vương (忠王) lúc cuối đời. Danh hiệu này được phong bởi vì ông từ chối hối lộ của tướng lĩnh Nhà Thanh nhằm giết Hồng Tú Toàn, nhà sáng lập và lãnh đạo cuộc khởi nghĩa. Là một vị tướng, ông dẫn dắt các lực lượng Thái Bình đạt được vô số chiến quả. Sau khi ông bị bắt và sự thất bại trong trận chiến cuối cùng, tức là Trận chiến Nam Kinh lần 3 (1864), ông bị Tăng Quốc Phiên xử tử. Lý Tú Thành là nhà lãnh đạo quân sự quan trọng nhất của Thái Bình Thiên Quốc vào giai đoạn cuối.

## Những chiến thắng vang dội chống lại quân đội Nhà Thanh

### Đại phá Đại doanh Giang Nam lần 2
Đại doanh Giang Nam (江南大營) là một doanh trại quân quan trọng của Nhà Thanh ở Nam Kinh. Lý Tú Thành lãnh đạo các lực lượng công phá đại doanh trong một nỗ lực bao vây nhằm cắt viện, dứt đường vận lương để cô lập. Quân Thanh có 20 vạn quân (200,000) giao chiến với quân Thái Bình từ tháng 3 năm 1858, nhưng bị Lý Tú Thành đánh bại vào tháng 5 năm 1860. Sau cùng, Lý Tú Thành tiến hành chiếm đóng tất cả các quận huyện Giang Tô, ngoại trừ Thượng Hải chưa chiếm được.

### Hai cuộc tấn công vào Thượng Hải
- Trận chiến Thượng Hải (1861) (Lần 2)

## Rời khỏi Tô Châu: Đáng tiếc
Cung điện của Lý Tú Thành ở Tô Châu là một trong các di tích của phong trào Thái Bình Thiên Quốc còn tồn tại đến ngày nay. Tháng 7 năm 1863, Lý Tú Thành lệnh cho người con rể Đàm Thiệu Quang quản lý Tô Châu. Nhưng Lý Hồng Chương dẫn Hoài Quân kết hợp với Thường Thắng Quân, đạo quân được xây dựng bởi một sĩ quan Hoa Kỳ Frederick Townsend Ward, được chỉ huy bởi Charles George Gordon. Với sự trợ giúp này, Lý Hồng Chương giành được vô số thắng lợi dẫn đến sự thất thủ Tô Châu.

## Trận chiến quyết định: Lãnh đạo phòng thủ Nam Kinh

### Tương Lừa
Tương Lư Tử (蔣驢子) là người trông ngựa của Lý Tú Thành. Ba tháng trước khi Nam Kinh thất thủ năm 1864, Lý Tú Thành đem gia sản và nhiều báu vật giao cho Tương Lư Tử và bảo Tương mang nhanh ra khỏi Nam Kinh, đợi Lý. Tương nhận lời và đem tài sản đi, được chở bởi 20 ngựa và xe kéo, nhưng sau đó Lý bị hành hình. Vì vậy, Tương Lừa trở nên giàu có ở Nam Kinh sau nội chiến.

### Văn tích
Trong Trung Vương Lý Tú Thành Tự thuật (《忠王李秀成自述》), tiểu sử tự thuật của một vị vương Thái Bình Thiên Quốc ngay trước khi bị hành quyết. Dã sử nói Lý Tú Thành được chấp thuận tự tử bằng một thanh gươm bởi Tăng Quốc Phiên vì Tăng tôn trọng Lý. Thậm chí Lý Hồng Chương trong một bức thư trả lời Tăng Quốc Phiên sau khi đọc những lời tự thuật đã ca ngợi Lý Tú Thành là một anh hùng.

## Thanh gươm của Lý Tú Thành
Khi Lý Tú Thành rút quân khỏi Tô Châu, thanh gươm của ông, biểu tượng của quyền lực được trao cho người em Lý Thế Hiền. Lý Thế Hiền giữ nó nhưng cuối cùng để mất và bị lọt vào tay Charles George Gordon ở Lật Dương.
Khi Charles George Gordon trở về Anh quốc với thanh gươm này, ông ta trao nó cho người cháu trai của Victoria của Anh, chỉ huy quân đội Công tước Cambridge, (Duke of Cambridge). Người này sau đó trao lại thanh gươm cho một người cháu gái.
Ngày 30 tháng 8 năm 1961, một giáo sư lịch sử tại trường đại học Luân Đôn phát hiện ra thanh gươm này. Ông ta rất xúc động và chắc chắn thanh gươm đã từng thuộc về nhà cách mạng vĩ đại Lý Tú Thành.
Năm 1981, thanh gươm này được trao về Trung Quốc và bảo tồn tại Nhà Bảo tàng Quốc gia.

## Con cái
Lý Tú Thành có con trai, trong đó có con trai thứ hai Lý Dung Phát (giản thể: 李容髮; phồn thể: 李容發; bính âm: Lǐ Róngfā) cũng là một tướng lĩnh kiệt xuất của Thái Bình Thiên Quốc. Ngoài ra ông có ba con gái, hai người trong số đó lấy tướng lĩnh quân Thái Bình là Đàm Thiệu Quang và Trần Bỉnh Văn.